# Типула
Типула (лат. Tipula) јесте веома велики род инсеката из породице двокрилаца Tipulidae. Широм света постоји више од хиљаду врста. Често се сасвим погрешно поистовећују са „великим комарцима” или „мушким комарцима”. Они не сисају крв из сисара, већ се хране нектаром цвећа. Веома су корисни инсекти јер опрашују биљке и без њих би вегетација била знатно теже опрашена.
Све врсте имају веома друге и крхке ноге. Мужијак има отечен врх на стомаку, а женка има шиљасти овипоситор који слуужи за гурање јајашца у земљу. Ларве неких врста се хране кореном и могу се назвати „кожне јакне”.
Технички опис: Присутна ћелија диска ; М3 произилази из М4 ; све тибије су подстицале Антене са вијугама дугих длака. Рс обично дуго ; Сц се завршава далеко од базе од Рс ; ћелија 4 увек петељка ; боја тела обично сива, смеђа или мутно жута, ретко црна ; прескуталне пруге (када су присутне) обично су мутне, ретко благо сјајне